# Срібний флот

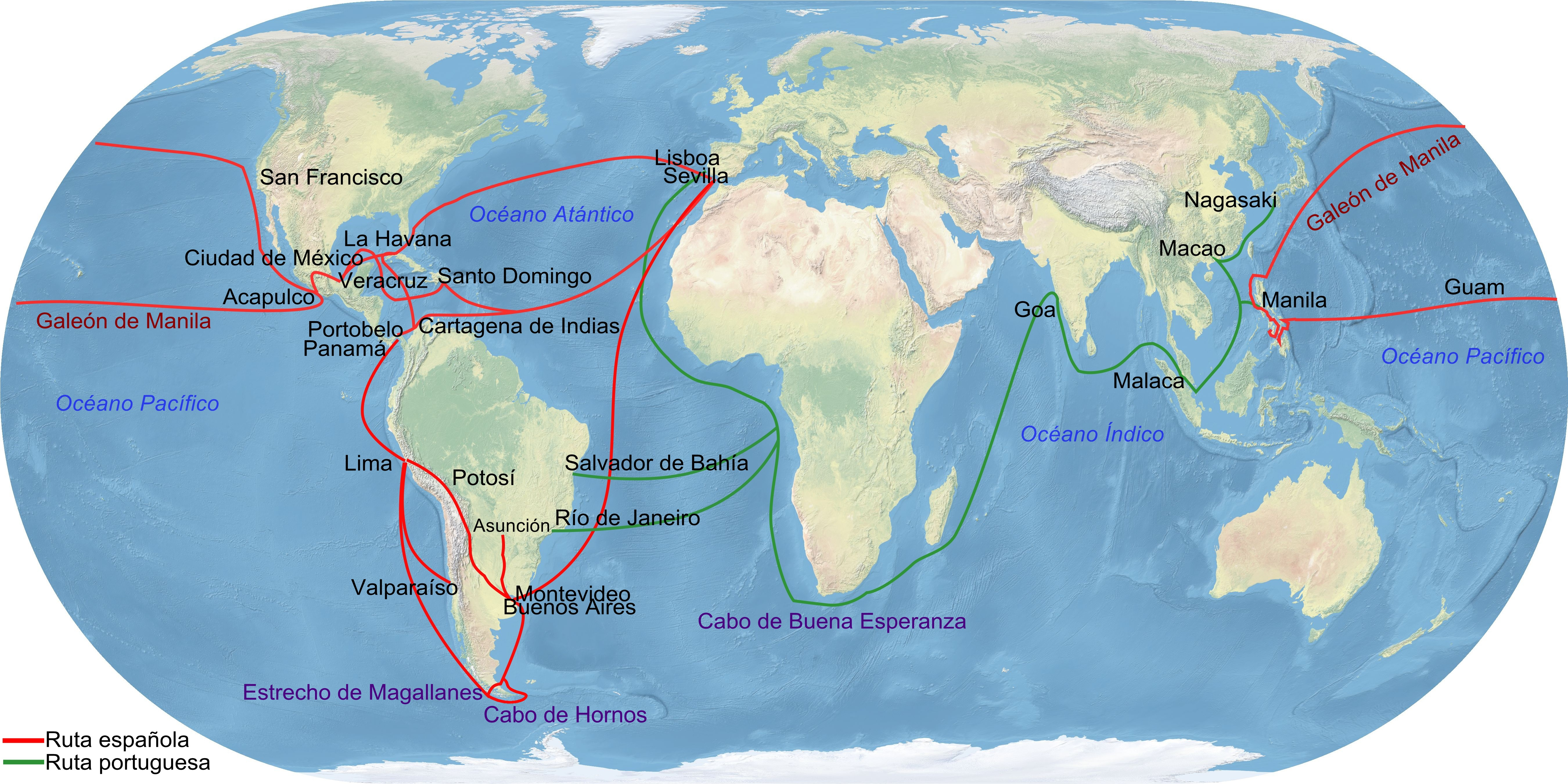
Основні торгові шляхи Іспанської імперії. Червоним виділено іспанську, а зеленим — португальську сфери впливу.

Карта вод під юрисдикцією іспанської корони в Добу великих географічних відкриттів

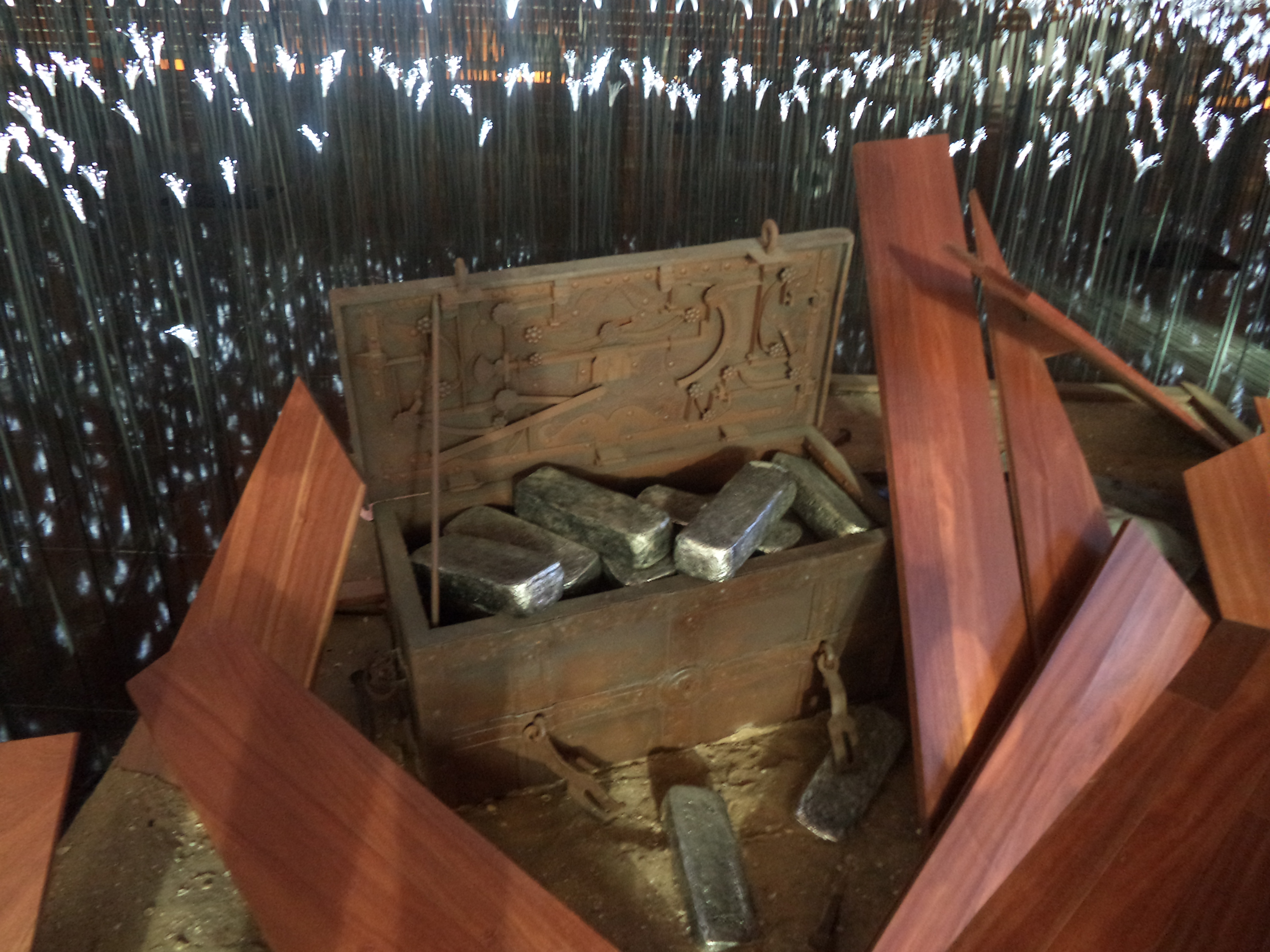
Скриня зі зливками срібла (з експозиції одного з музеїв Севільї)

Срі́бний або Золоти́й флот (Ісп. Flota de Indias; букв. — «флот Індій») — військово-транспортна флотилія Іспанської колоніальної імперії, що призначалася для експорту з Нового Світу до Європи різноманітних цінностей — переважно срібла з рудників Потосі, а також золота, діамантів, спецій, тютюну і шовку.

## Історія
Кораблі іспанської корони стали здійснювати маршрути з товарами з Нового світу починаючи від першої експедиції Христофора Колумба 1492 року.
Однак створення регулярного іспанського Срібного флоту припадає на 1520-ті роки й відбулось після початку нападів на іспанські судна іноземних каперів та піратів. 1522 року французький капер Жан Флері захопив два з трьох іспанських галеонів, що перевозили ацтекські скарби Ернана Кортеса (так зване «золото Монтесуми») з Мексики до Іспанії. З метою захисту іспанських торгових суден від розбійних нападів, король Іспанії наказав здійснювати перевезення скарбів з Нового Світу до метрополії суто в складі озброєних конвоїв. До цього Іспанія намагалася захистити судноплавство на маршрутах, організовуючи захист від нападів піратів та іноземних флотів навколо портів, розташованих на Кубі, півдні Іспанії та Канарських островах. Організатором системи конвоїв вважають адмірала і особистого радника короля Філіпа II — Педро Менендеса де Авілеса.
Ідея полягала у створенні двох різних флотів, обидва з яких складалися з важко озброєних галеонів з гарматами та торгових суден для перевезення вантажу. Обидва флоти щороку залишали Севілью (з 1679 р. Кадіс) і прямували один до Веракрусу в Мексиці, а інший до Південної Америки (Картахена-де-Індіас у сучасній Колумбії та Номбре-де-Діос і Портобело в сучасній Панамі). Після завершення розвантаження своєї продукції (промислових товарів, а пізніше також і рабів), флоти зустрічались в Гавані на острові Куба для спільного зворотного шляху. В Тихому океані аналогом Срібного флоту були іспанські Манільські галеони.
Монопсонія на американську сировину була основним джерелом доходу іспанської скарбниці в XVI—XVIII століттях. Контроль за перевезенням товарів покладався на севільську факторію під назвою Каса-де- Контратасьйон (ісп. Casa de la Contratación de Indias). З усіх товарів і цінностей, що ввозилися з Нового світу стягували 20-відсотковий податок, знаний як квінто-реал або королівська п'я́та. Як видно за даними архіву Індій, кількість і якість увезених в Іспанію товарів прагнули занизити, процвітала контрабанда.
У XVII столітті система флотів почала руйнуватися. Флот постійно зазнавав збитків, першза все, від ураганів. Так, наприклад, у вересні 1622 року ураган спричинив загибель іспанського галеона «Нуестра Сеньйора де Аточа».
У XVII столітті і на початку XVIII, особливо в роки Війни за іспанську спадщину, Вест-Індський флот, укомплектований маломаневровими галеонами, став мішенню для нападів англійських моряків. Крім власне Королівського флоту, великої шкоди комерційному мореплавству у Вест-Індії наносили буканіри англійського та французького походження, які, зі схвалення британської влади, базувалися в Порт-Роялі на Ямайці.
Французькі пірати заснували свою базу в Сан-Домініго 1625 року, а голландці зайняли Кюрасао 1634 року. Але слід відзначити, що майже за триста років існування флоту Індій тільки два конвої повністю потопили або захопили представники ворожих держав — двічі англійцї, а один раз — голландці. Срібний флот 1628 року був захоплений голландцем Пітом Гайном у битві в затоці Матансас під час Фландрської війни, а Срібні флоти 1656 (битва при Кадісі) були захоплені англійцем Річардом Стайнером, а 1657 році потоплений в битві при Санта-Крус-де-Тенерифе Робертом Блейком під час англо-іспанської війни 1654-1660 років. При цьому в останньому випадку іспанці встигли вивантажити скарби і сховати їх в на берег під прикриття іспанського форту. 
В ході війни за вухо Дженкінса англійці спробували завоювати плацдарм поблизу від Панамського перешийка — в Картахені або Портобело. Тривала оборона цих ключових портів на деякий час паралізувала Срібний флот. Після закінчення війни замість величезних флотів, що курсували між кількома портами, іспанці стали перевозити вантажі невеликими ескадрами. Мережа залучених до цього портів також розширилася, тоді як значення кожного з них окремо впало.
У 1780-х роках Іспанія відкрила колонії для вільного ринку, а в 1790 році було ліквідовано Каса-де-Контратасьйон. Потому, в разі потреби, для перевезення товарів або дорогоцінних металів використовували невеликі конвої з військово-морських суден.
Деякі з потоплених кораблів Срібних флотів, зокрема кораблі Срібного флоту 1715 року, що затонув у повному складі, в XX столітті дослідили морські археологи, а в окремих випадках і підійняли з морського дна, що дозволило значно скорегувати відомості істориків про склад і обсяг вивезених іспанцями з Нового Світу скарбів.